# Mandarinschnauz-Dornhai
Der Mandarinschnauz-Dornhai (Cirrhigaleus barbifer) ist eine der drei Arten der Gattung Cirrhigaleus innerhalb der Dornhaie (Squalidae). Das Verbreitungsgebiet dieser Art umfasst mehrere voneinander getrennte Gebiete im westlichen Pazifik. Erst 2007 wurde der Südliche Mandarinschnauz-Dornhai von dieser Art abgegrenzt, sodass die Verbreitungsgebiete vor der Ostküste Australien und um Neuseeland heute der neuen Art zugeschrieben werden.

## Aussehen und Merkmale
Der Mandarinschnauz-Dornhai ist ein mittelgroßer Hai mit einer bekannten Maximallänge von mindestens 122 Zentimetern, wobei die Durchschnittslänge bei etwa 90 bis 110 Zentimetern liegt. Er hat einen gedrungenen Körper mit einem breiten, flachen Kopf. Auffällig sind die beiden langen Barteln  die an den Nasenlöchern beginnen und bis zum Maul reichen.
Er hat eine graubraune Rückenfärbung und einen helleren Bauch, die Haut ist im Vergleich zu anderen Haiarten sehr derb. Die Hinterränder aller Flossen sind weiß ohne weitere Zeichnung. Verwechslungen können nur mit dem Rauhaut-Dornhai (C. asper) vorkommen, der jedoch deutlich kürzere Barten besitzt und vor allem an den Küsten Afrikas und im Golf von Mexiko vorkommt. Gegenüber dem Südlichen Mandarinschnauz-Dornhai unterscheidet sich diese Art vor allem durch äußerlich kaum erkennbare anatomische sowie molekularbiologische Merkmale, eine Unterscheidung kann also nur aufgrund des Beobachtungsgebietes oder Laboruntersuchungen vorgenommen werden.
Er besitzt keine Afterflosse und zwei Rückenflossen mit den ordnungstypischen Stacheln vor den Rückenflossen. Die erste Rückenflosse beginnt hinter dem Ende der Brustflossen und etwas größer als die zweite Rückenflosse. Die Brustflossen sind groß und breit dreieckig. Wie alle Arten der Familie besitzen die Tiere fünf Kiemenspalten und haben ein Spritzloch hinter dem Auge.

## Verbreitung

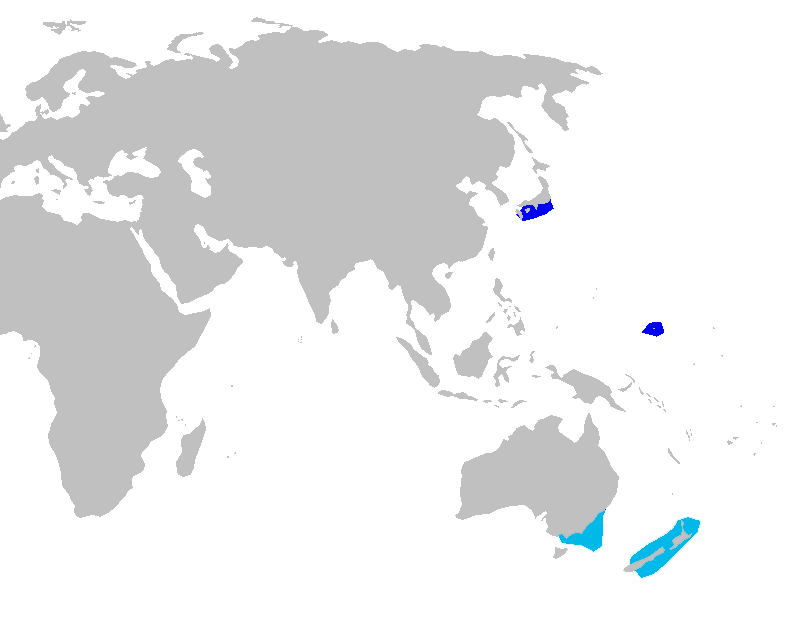
Verbreitungsgebiet des Mandarinschnauz-Dornhais (blau) und des Südlichen Mandarinschnauz-Dornhais (cyan)

Das Verbreitungsgebiet dieser Art umfasst mehrere voneinander getrennte Gebiete im westlichen Pazifik. Er kommt südlich von Japan vor und im Zentralpazifik vor, das in der Literatur ebenfalls für diesen Hai angegebene Verbreitungsgebiet in den Riffgebieten vor der Ostküste Australiens und um Neuseeland wird heute dem neu beschriebenen Südlichen Mandarinschnauz-Dornhai zugeschlagen.

## Lebensweise
Der Mandarinschnauz-Dornhai lebt in Küstennähe über dem Kontinentalschelf und kommt in Tiefen von 140 bis 640 Metern vor. Dabei lebt er vor allem in Bodennähe oder direkt am Meeresboden. Angaben über sein Nahrungsspektrum existieren nicht, es wird angenommen, dass die langen Barteln Chemorezeptoren zum Aufspüren von Beutetieren enthalten. Für den Menschen ist er ungefährlich.
Er ist wie andere Arten der Ordnung lebendgebärend, bei dem bislang einzigen dokumentierten Umfang der Nachkommenschaft waren zehn Junghaie vorhanden. Die Geschlechtsreife erlangen die Haie mit einer Länge von 110 bis 115 Zentimeter.

## Systematik
Die Gattung Cirrhigaleus besteht aktuell aus zwei oder drei Arten: dem Mandarinschnauz-Dornhai und dem Rauhaut-Dornhai (C. asper) als anerkannte Arten sowie dem 2007 beschriebenen Südlichen Mandarinschnauz-Dornhai (C. australis), der die Vorkommen der bisher als Mandarinschnauz-Dornhai gefassten Populationen vor den Küsten Australiens und Neuseelands umfasst und somit ersteren auf die nordpazifischen Vorkommen reduziert.

## Gefährdung
Der Mandarinschnauz-Dornhai ist in der Roten Liste der IUCN als „potenziell gefährdet“ („near threatened“) eingestuft, da er in seinem Verbreitungsgebiet nur selten gesichtet oder als Beifang in der Fischerei gefangen wird.

## Belege
1. 1 2  William T. White1, Peter R. Last, John D. Stevens: Cirrhigaleus australis n. sp., a new Mandarin dogfish (Squaliformes: Squalidae) from the south-west Pacific In: Zootaxa. Nr. 1560, 2007, S. 19–30.
2. ↑  Cirrhigaleus barbifer in der Roten Liste gefährdeter Arten der IUCN 2009. Eingestellt von: W. T. White, 2003. Abgerufen am 19. Oktober 2009.